# Syrphoctonus aquilonius
Syrphoctonus aquilonius är en stekelart som först beskrevs av Dasch 1964.  Syrphoctonus aquilonius ingår i släktet Syrphoctonus och familjen brokparasitsteklar. Inga underarter finns listade i Catalogue of Life.